# Lupinus rubriflorus
Lupinus rubriflorus là một loài thực vật có hoa trong họ Đậu. Loài này được Planchuelo miêu tả khoa học đầu tiên.